# Shayesteh Ghaderpour
Shayesteh Ghaderpour (en persan : شایسته قادرپور, née le 10 avril 1984 à Kermanshah, en Iran) est une joueuse d'échecs iranienne qui détient le titre de maître international féminin.

## Palmarès individuel
En 2009, Shayesteh Ghaderpour remporte le championnat d'Iran d'Échecs rapides féminins. En 2011, elle remporte le championnat zonal féminin de la zone d'Asie occidentale et obtient le droit de participer au championnat du monde d'échecs féminin. L'année suivante, elle termine deuxième lors du championnat d'Iran d'échecs féminin, derrière Mitra Hejazipour.
En 2012, Shayesteh Ghaderpour fait ses débuts championnat du monde d'échecs féminin à Khanty-Mansiïsk en Russie. Elle est éliminée au premier tour par la Suédoise Pia Cramling.
Shayesteh Ghaderpour joue pour l'Iran à diverses occasions:
- lors de six Olympiades d'échecs féminines, en 1996, 2002, et de 2006 à 2012[5] ;
- à cinq championnats d'Asie d'échecs par équipes féminins (de 2005 à 2014), où elle a remporté deux médailles de bronze par équipe (en 2009 et 2014) et des médailles individuelles d'argent (2005) et de bronze (2008)[6] ;
- au tournoi d'échecs par équipe des Jeux asiatiques en 2010[7] ;
- à deux tournois d'échecs par équipe des Jeux asiatiques en salle, ceux de 2007 et de 2009[8].

## Vie privée
Shayesteh Ghaderpour est mariée au grand maître international Ehsan Ghaem Maghami.